# Бородкія шафранова
Бородкія шафранова (Barbula crocea) — вид мохів порядку потіальних (Pottiales).

## Поширення
Батьківщиною є Європа.
Мох росте на свіжих або вологих, іноді мокрих вапнякових скелях і вапняковому туфі в тінистих або світлих, вологих місцях.

## Характеристика
Утворює густі галявини жовто-зеленого кольору зверху і коричневого кольору зсередини. Стебла заввишки від 1 до 6 (максимум 10) сантиметрів злегка розгалужені, в нижній частині ризоїдно-запушені. У вологому стані листки вертикальні, а в сухому — зігнуті або скручені. Вони ланцетні й загострені. Краї листя хвилясті, плоскі або злегка загнуті внизу та неправильні та віддалено зубчасті до кінчика листя. Жилка листка тягнеться до кінчика листка або, рідше, може ненадовго виступати. У пазухах листків зазвичай є відносно великі, еліпсоїдні, стеблинні та багатоклітинні виводкові тіла, характерні для цього виду. Спорофіти мають червону ніжку та вузьку, подовжену яйцювату чи еліпсоїдну коробочку з довгою дзьобоподібною кришкою. Спори гладкі, жовтуваті, розміром від 9 до 12 мкм. Рослини дводомні.

## Галерея

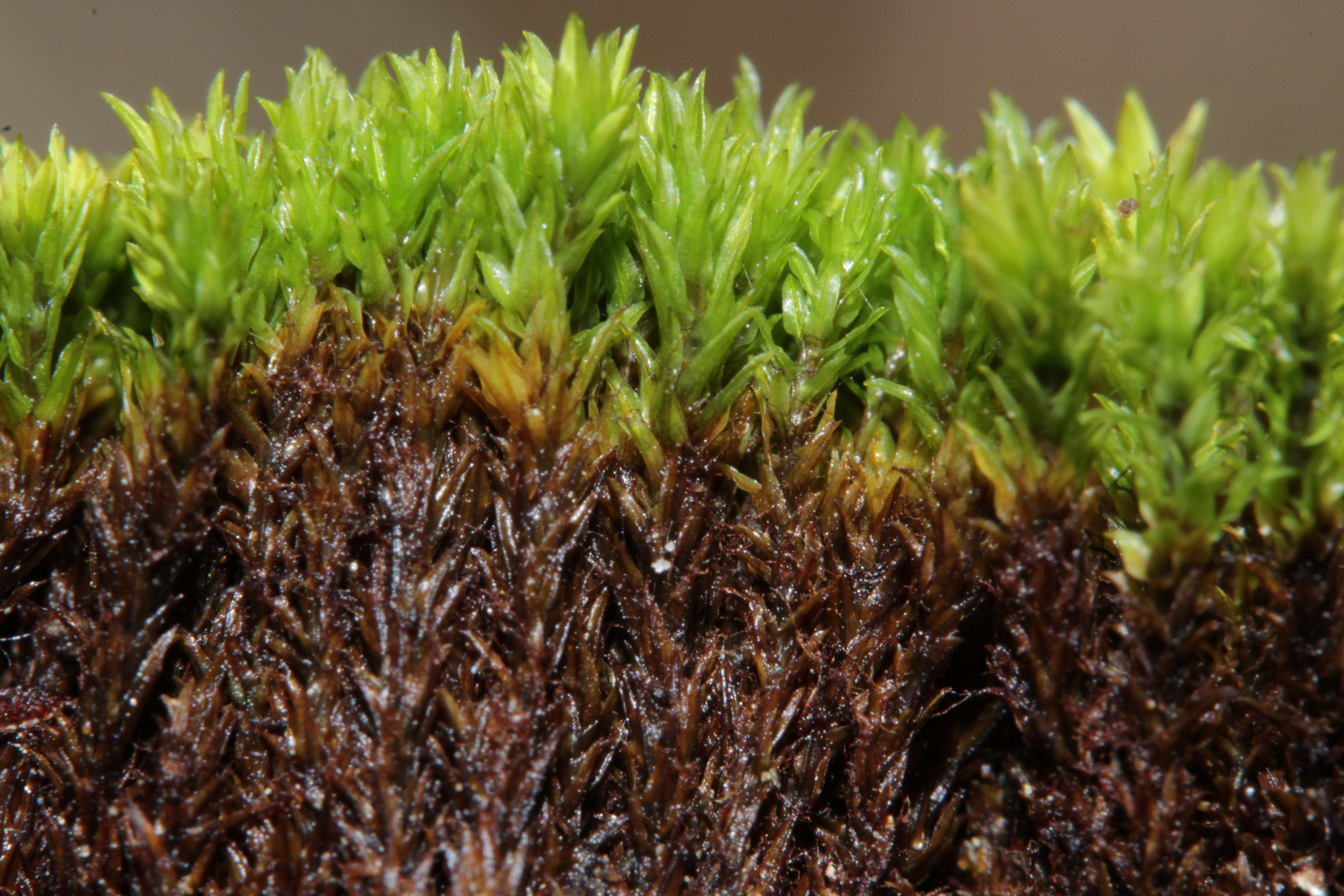
Загальний вигляд
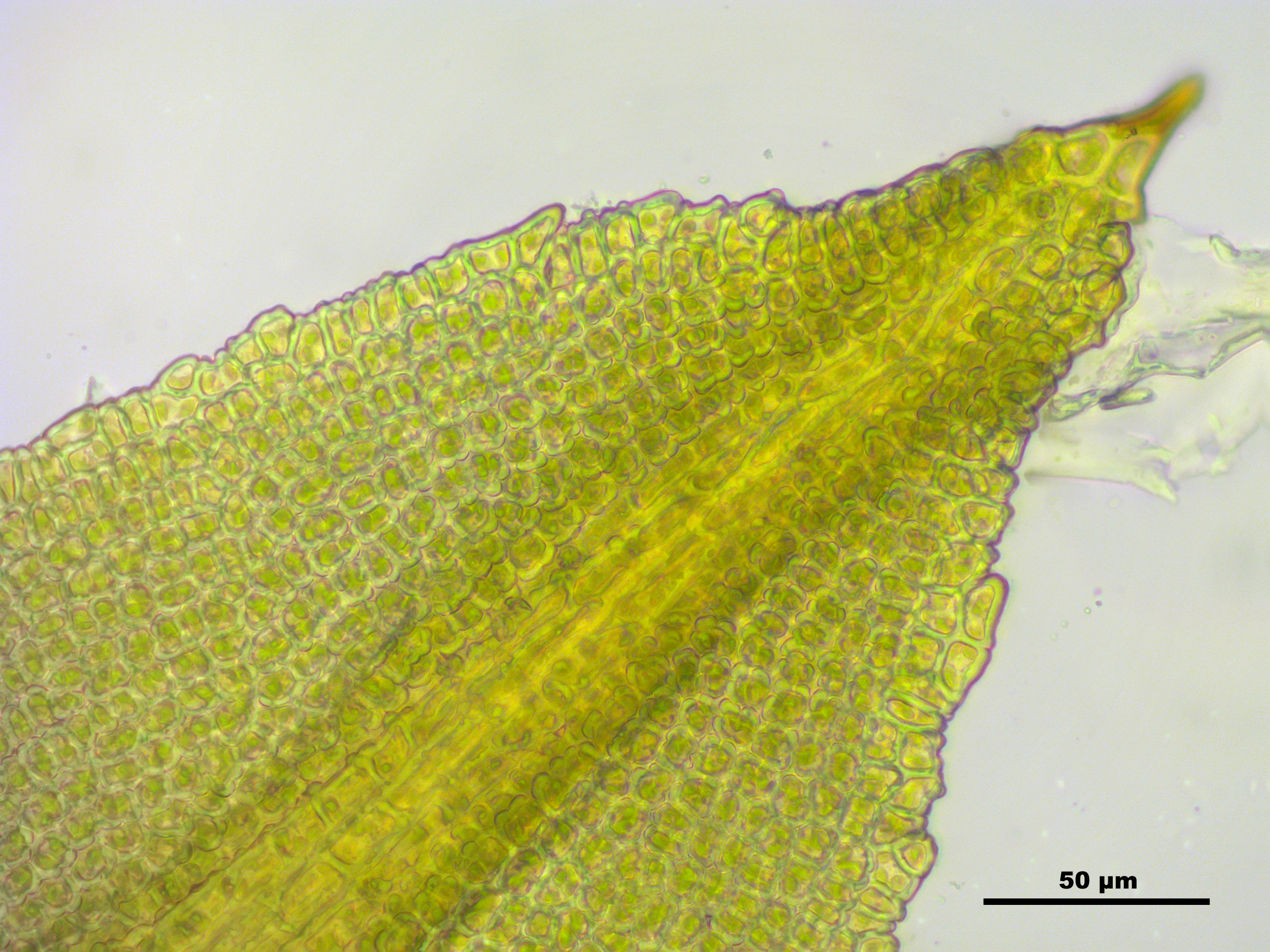
Листок
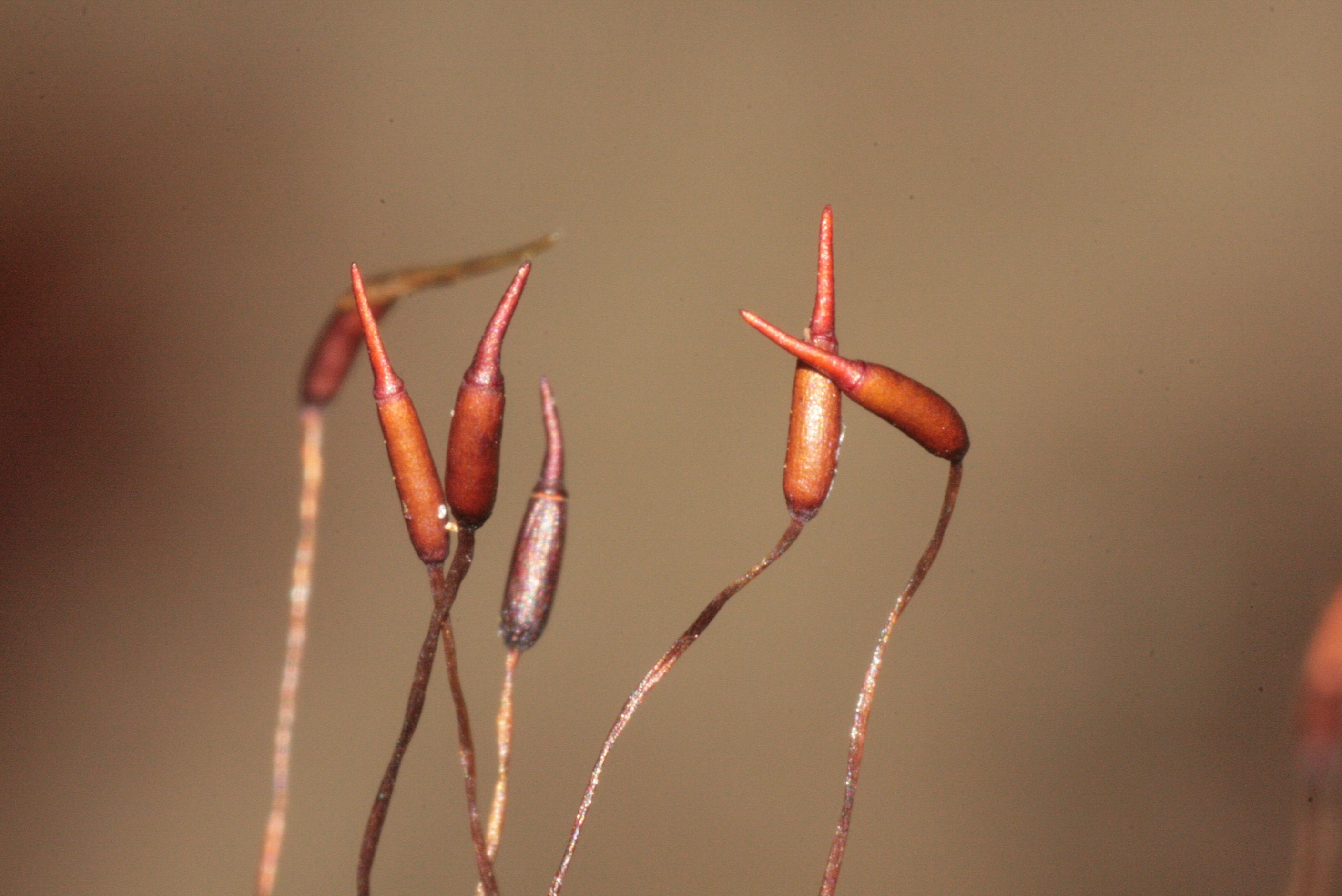
Коробочки
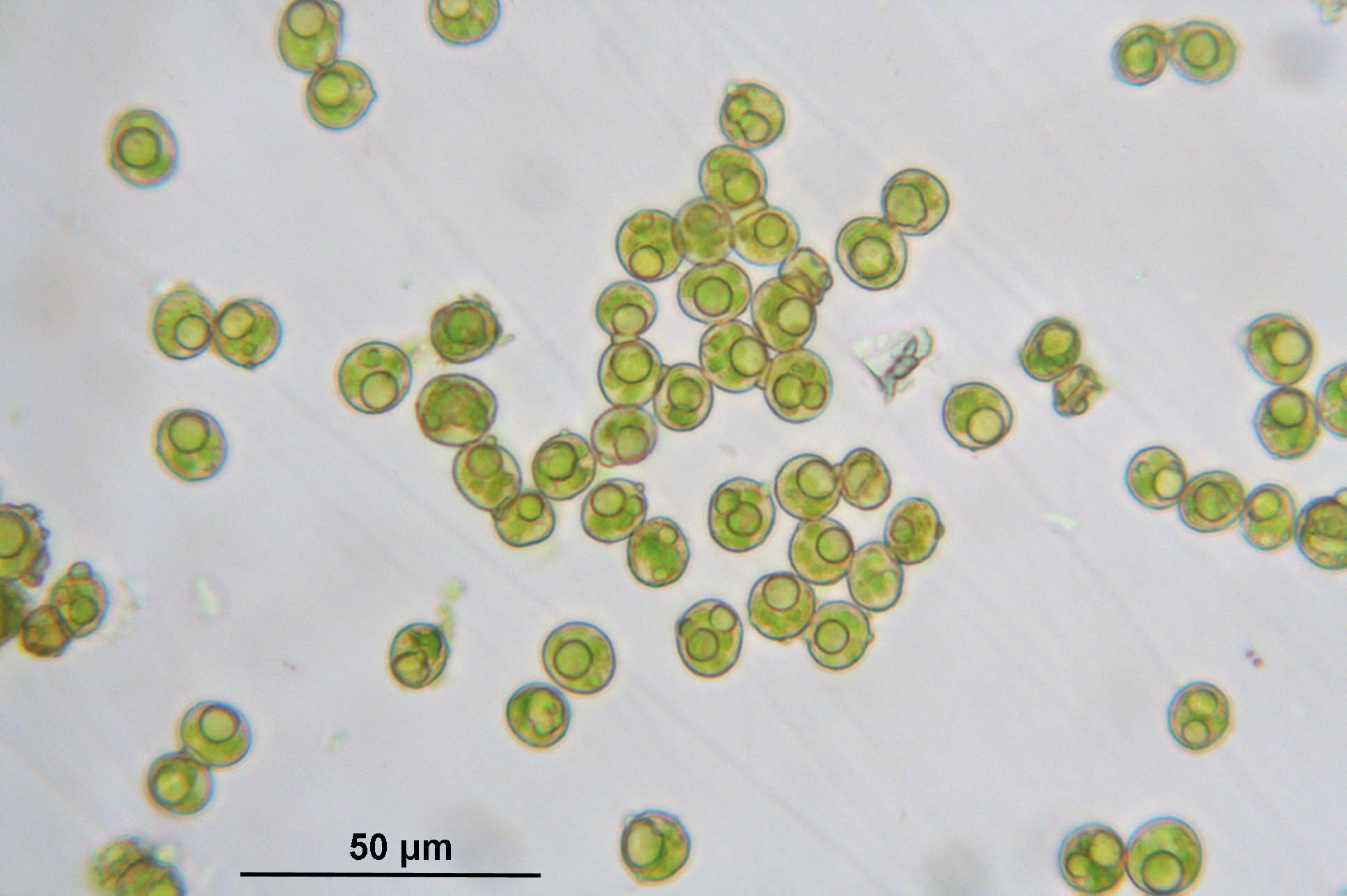
Спори